# La Joya (Colombia)
La Joya FM Es un circuito de emisoras radiales con presencia en la Zona Andina y en Zona Caribe. No tiene sede oficial, sino se mantiene de manera separadas, entre Bogotá y Valledupar. Es propiedad del Grupo Radial La Joya Limitada.

## Historia
Fue creado en 2012 en la ciudad de Bogotá como una emisora comunitaria a través de la frecuencia 103.4 FM, frecuencia que utilizaba como En Tu Presencia Radio (una emisora de corte protestante) que se trasladó a la 95.5 FM. Un año después, el Ministerio de las TIC, autorizó el cambio como una emisora comercial, por lo que la marca fue rebautizada como la La Joya Estéreo, al comprar las emisoras de Valledupar y Cajicá, Cundinamarca, e inició su expansión al nivel nacional como un circuito de emisoras.

## Dirección
Tuto Camargo fue el director de la emisora y la voz comercial desde 2012 hasta su fallecimiento en julio de 2023.

## Frecuencias
Cajicá - Centro de Colombia:  103.4 FM 

Cesar y Guajira - Costa Norte de Colombia: 96.7 FM